# Équipe de Corée du Nord de football à la Coupe du monde 2010
Cet article présente le parcours de l'Équipe de Corée du Nord de football en Coupe du monde 2010, organisée en Afrique du Sud.
Le match de la deuxième journée au premier tour contre le Portugal a été exceptionnellement diffusé en Corée du Nord par la télévision d'État, alors que celle-ci ne retransmet habituellement pas de programmes issus de l'étranger. La retransmission du match a toutefois été interrompue lorsque l'équipe nord-coréenne était menée sur le score de 4 à 0.
La Corée du Nord quitte la compétition à l'issue du premier tour, avec un bilan de trois défaites en trois matchs, dont une très lourde face au Portugal 7 à 0, la plus sévère de l'histoire de la sélection nord-coréenne. Cette contre-performance entraîne le départ de Kim Jong-hun de la sélection.

## Qualifications

### Premier tour
| Équipe 1 | Résultat | Équipe 2      | Aller | Retour |
| -------- | -------- | ------------- | ----- | ------ |
| Mongolie | 2 - 9    | Corée du Nord | 1 - 4 | 1 - 5  |

### Troisième tour

#### Groupe 3
| Rang | Équipe        | Pts | J | G | N | P | Bp | Bc | Diff |  | Résultats (▼ dom., ► ext.) |     |     |     |     |
| ---- | ------------- | --- | - | - | - | - | -- | -- | ---- |  | -------------------------- | --- | --- | --- | --- |
| 1    | Corée du Sud  | 12  | 6 | 3 | 3 | 0 | 10 | 3  | +7   |  | Corée du Sud               |     | 0-0 | 2-2 | 4-0 |
| 2    | Corée du Nord | 12  | 6 | 3 | 3 | 0 | 4  | 0  | +4   |  | Corée du Nord              | 0-0 |     | 2-0 | 1-0 |
| 3    | Jordanie      | 7   | 6 | 2 | 1 | 3 | 6  | 6  | 0    |  | Jordanie                   | 0-1 | 0-1 |     | 2-0 |
| 4    | Turkménistan  | 1   | 6 | 0 | 1 | 5 | 1  | 12 | -11  |  | Turkménistan               | 1-3 | 0-0 | 0-2 |     |

### Quatrième tour

#### Groupe 2
| Rang | Équipe              | Pts | J | G | N | P | Bp | Bc | Diff |  | Résultats (▼ dom., ► ext.) |     |     |     |     |     |
| ---- | ------------------- | --- | - | - | - | - | -- | -- | ---- |  | -------------------------- | --- | --- | --- | --- | --- |
| 1    | Corée du Sud        | 16  | 8 | 4 | 4 | 0 | 12 | 4  | +8   |  | Corée du Sud               |     | 1-0 | 0-0 | 1-1 | 4-1 |
| 2    | Corée du Nord       | 12  | 8 | 3 | 3 | 2 | 7  | 5  | +2   |  | Corée du Nord              | 1-1 |     | 1-0 | 0-0 | 2-0 |
| 3    | Arabie saoudite     | 12  | 8 | 3 | 3 | 2 | 8  | 8  | 0    |  | Arabie saoudite            | 0-2 | 0-0 |     | 1-1 | 3-2 |
| 4    | Iran                | 11  | 8 | 2 | 5 | 1 | 8  | 7  | +1   |  | Iran                       | 1-1 | 2-1 | 1-2 |     | 1-0 |
| 5    | Émirats arabes unis | 1   | 8 | 0 | 1 | 7 | 6  | 17 | -11  |  | Émirats arabes unis        | 0-2 | 1-2 | 1-2 | 1-1 |     |

### Buteurs
| Pos | Joueur        | Pays          | Buts |
| --- | ------------- | ------------- | ---- |
| 1   | Jong Chol-min | Corée du Nord | 4    |
| 1   | Hong Yong-jo  | Corée du Nord | 4    |
| 3   | Pak Chol-jin  | Corée du Nord | 3    |

## Matchs de préparation
| 6 mars 2010 | Venezuela                 | 2 - 1 | Corée du Nord  | Estadio José Pachencho Romero, Maracaibo       |                                                |
|             | Granados 8e · Sánchez 89e |       | Mun In-guk 65e | Spectateurs : 12 000 Arbitrage : José Buitrago | Spectateurs : 12 000 Arbitrage : José Buitrago |
|             | (Rapport)                 |       |                | Spectateurs : 12 000 Arbitrage : José Buitrago | Spectateurs : 12 000 Arbitrage : José Buitrago |

| 17 mars 2010 | Mexique                    | 2 - 1 | Corée du Nord     | Estadio Corona. Torreon    |                            |
|              | Blanco 51e · Hernández 68e |       | Choe Kum-chol 57e | Arbitrage : Roberto Moreno | Arbitrage : Roberto Moreno |
|              | (Rapport)                  |       |                   | Arbitrage : Roberto Moreno | Arbitrage : Roberto Moreno |

| 22 avril 2010 | Corée du Nord | 0 - 0 | Afrique du Sud | Brita-Arena, Wiesbaden  |
|               |               |       |                | Arbitrage : Felix Brych |
|               | (Rapport)     |       |                |                         |

| 15 mai 2010 | Corée du Nord | 0 - 1 | Paraguay              | Stade Colovray, Nyon        |                             |
|             |               |       | Santa Cruz 85e (pen.) | Arbitrage : Carlo Bertolini | Arbitrage : Carlo Bertolini |
|             | (Rapport)     |       |                       | Arbitrage : Carlo Bertolini | Arbitrage : Carlo Bertolini |

| 25 mai 2010 | Grèce                           | 2 - 2 | Corée du Nord        | Stadion Schnabelholz, Altach     |                                  |
|             | Katsouranis 2e · Charisteas 49e |       | Jong Tae-se 23e, 52e | Arbitrage : Robert Schörgenhofer | Arbitrage : Robert Schörgenhofer |
|             | (Rapport)                       |       |                      | Arbitrage : Robert Schörgenhofer | Arbitrage : Robert Schörgenhofer |

| 6 juin 2010 | Nigeria                                          | 3 - 1 | Corée du Nord   | Makhulong Stadium, Tembisa |                      |
|             | Ayegbeni 16e · Obinna 67e (pen.) · Martins 90+5e |       | Jong Tae-se 68e | Spectateurs : 20 000       | Spectateurs : 20 000 |
|             | (Rapport)                                        |       |                 | Spectateurs : 20 000       | Spectateurs : 20 000 |

## Effectif
Le 13 mai 2010, la liste des joueurs nord-coréens retenus pour disputer l'épreuve est dévoilée. Sélections arrêtées le 14 mai 2010. Attaquant de formation, Kim Myong-won est enregistré en tant que troisième gardien à cause de l’obligation par la FIFA de présenter 3 gardiens dans les 23.
| Numéro / Nom       | Numéro / Nom    | Équipe            | Sél. (but)      | Date de naissance | J.              |                 |                 |                 |                 |
| Gardiens de but    | Gardiens de but | Gardiens de but   | Gardiens de but | Gardiens de but   | Gardiens de but | Gardiens de but | Gardiens de but | Gardiens de but | Gardiens de but |
| ------------------ | --------------- | ----------------- | --------------- | ----------------- | --------------- | --------------- | --------------- | --------------- | --------------- |
|                    | Ri Myong-guk    | Pyongyang CSG     | 27 (0)          | 9 septembre 1986  | 3               | 0               | 0               | 0               | 0               |
|                    | Kim Myong-gil   | Amrokgang SG      | 10 (0)          | 16 octobre 1984   | 0               | 0               | 0               | 0               | 0               |
|                    | Kim Myong-won   | Amrokgang SG      | 9 (0)           | 15 juillet 1983   | 0               | 0               | 0               | 0               | 0               |
| Défenseurs         |                 |                   |                 |                   |                 |                 |                 |                 |                 |
|                    | Cha Jong-hyok   | Amrokgang SG      | 30 (0)          | 25 septembre 1985 | 3               | 0               | 0               | 0               | 0               |
|                    | Nam Song-chol   | April 25 SG       | 41 (1)          | 7 mai 1982        | 1               | 0               | 0               | 0               | 0               |
|                    | Pak Chol-jin    | Amrokgang SG      | 33 (0)          | 5 septembre 1985  | 3               | 0               | 1               | 0               | 0               |
|                    | Pak Nam-chol    | Amrokgang SG      | 11 (0)          | 3 octobre 1988    | 0               | 0               | 0               | 0               | 0               |
|                    | Ri Jun-il       | Sobaeksu SG       | 25 (0)          | 24 août 1987      | 3               | 0               | 0               | 0               | 0               |
|                    | Ri Kwang-chon   | April 25 SG       | 40 (1)          | 4 septembre 1985  | 3               | 0               | 0               | 0               | 0               |
|                    | Ri Kwang-hyok   | Kyonggongop SG    | 15 (0)          | 17 août 1987      | 0               | 0               | 0               | 0               | 0               |
| Milieux de terrain |                 |                   |                 |                   |                 |                 |                 |                 |                 |
|                    | Ahn Young-hak   | Omiya Ardija      | 23 (2)          | 25 octobre 1978   | 3               | 0               | 0               | 0               | 0               |
|                    | Ji Yun-nam      | April 25 SG       | 22 (2)          | 20 novembre 1976  | 3               | 1               | 0               | 0               | 0               |
|                    | Kim Kyong-il    | Rimyongsu SC      | 7 (0)           | 11 décembre 1988  | 0               | 0               | 0               | 0               | 0               |
|                    | Kim Yong-jun    | Pyongyang CSG     | 51 (7)          | 19 juillet 1983   | 1               | 0               | 0               | 0               | 0               |
|                    | Mun In-guk      | April 25 SG       | 41 (6)          | 29 septembre 1978 | 3               | 0               | 0               | 0               | 0               |
|                    | Pak Nam-chol    | April 25 SG       | 35 (3)          | 2 juillet 1985    | 3               | 0               | 0               | 0               | 0               |
|                    | Pak Sung-hyok   | Sobaeksu SG       | 3 (0)           | 30 mai 1990       | 0               | 0               | 0               | 0               | 0               |
|                    | Ri Chol-myong   | Pyongyang CSG     | 9 (1)           | 18 février 1988   | 0               | 0               | 0               | 0               | 0               |
| Attaquants         |                 |                   |                 |                   |                 |                 |                 |                 |                 |
|                    | An Chol-hyok    | Rimyongsu SC      | 15 (7)          | 27 juin 1985      | 0               | 0               | 0               | 0               | 0               |
|                    | Choe Kum-chol   | Rimyongsu SC      | 15 (5)          | 9 février 1987    | 1               | 0               | 0               | 0               | 0               |
|                    | Hong Yong-jo    | FK Rostov         | 39 (11)         | 22 mai 1980       | 3               | 0               | 1               | 0               | 0               |
|                    | Jong Tae-se     | Kawasaki Frontale | 20 (12)         | 2 mars 1984       | 3               | 0               | 0               | 0               | 0               |
|                    | Kim Kum-il      | April 25 SG       | 11 (0)          | 10 octobre 1987   | 2               | 0               | 0               | 0               | 0               |
| Sélectionneur      |                 |                   |                 |                   |                 |                 |                 |                 |                 |
|                    | Kim Jong-hun    |                   |                 |                   |                 |                 |                 |                 |                 |
| Réserve            |                 |                   |                 |                   |                 |                 |                 |                 |                 |
|                    |                 | Pays inconnu      |                 |                   |                 |                 |                 |                 |                 |
| Blessé             |                 |                   |                 |                   |                 |                 |                 |                 |                 |
| A                  |                 | Pays inconnu      |                 |                   |                 |                 |                 |                 |                 |

 = capitaine --  Gardien de butDéfenseurMilieu de terrainAttaquantSélectionneur

## Coupe du monde

### Premier tour - Groupe G
| Rang | Équipe        | Pts | J | G | N | P | Bp | Bc | Diff |
| ---- | ------------- | --- | - | - | - | - | -- | -- | ---- |
| 1    | Brésil        | 7   | 3 | 2 | 1 | 0 | 5  | 2  | +3   |
| 2    | Portugal      | 5   | 3 | 1 | 2 | 0 | 7  | 0  | +7   |
| 3    | Côte d'Ivoire | 4   | 3 | 1 | 1 | 1 | 4  | 3  | +1   |
| 4    | Corée du Nord | 0   | 3 | 0 | 0 | 3 | 1  | 12 | -11  |

#### Brésil - Corée du Nord
| 15 juin 2010                              | Brésil                        | 2 – 1 | Corée du Nord  | Ellis Park Stadium, Johannesbourg              |                                                |
| 20:30 (UTC+2) · Historique des rencontres | Maicon 55e · Elano Blumer 72e |       | 89e Ji Yun-nam | Spectateurs : 54 331 Arbitrage : Viktor Kassai | Spectateurs : 54 331 Arbitrage : Viktor Kassai |

#### Portugal - Corée du Nord
| 21 juin 2010                              | Portugal                                                                                                | 7 – 0 | Corée du Nord | Green Point Stadium, Le Cap                                       |                                                                   |
| 13:30 (UTC+2) · Historique des rencontres | Raul Meireles 29e · Simão 53e · Hugo Almeida 56e · Tiago 60e, 89e · Liédson 81e · Cristiano Ronaldo 87e |       |               | Spectateurs : 63 644 · Arbitrage : Pablo Pozo · Photos du match · | Spectateurs : 63 644 · Arbitrage : Pablo Pozo · Photos du match · |
| 13:30 (UTC+2) · Historique des rencontres | (Rapport)                                                                                               |       |               | Spectateurs : 63 644 · Arbitrage : Pablo Pozo · Photos du match · | Spectateurs : 63 644 · Arbitrage : Pablo Pozo · Photos du match · |

#### Corée du Nord - Côte d'Ivoire
| 25 juin 2010                            | Corée du Nord | 0 – 3 | Côte d'Ivoire                            | Mbombela Stadium, Nelspruit                               |                                                           |
| 16:00 UTC+2 · Historique des rencontres |               |       | 14e Yaya Touré · 20e Romaric · 81e Kalou | Spectateurs : 34 763 Arbitrage : Alberto Undiano Mallenco | Spectateurs : 34 763 Arbitrage : Alberto Undiano Mallenco |